# BMW R25/3
De BMW R 25/3 is een motorfiets van het merk BMW.

## Voorgeschiedenis
In 1950 werd de 250 cc R 24 opgevolgd door de R 25. Ten opzichte van de R 24 was de R 25 slechts licht gewijzigd. Wel had de machine eindelijk plunjer achtervering, een systeem dat de zwaardere modellen al in 1938 hadden gekregen. Het voorspatbord had een krul die als "spatlap" dienstdeed. Ook kreeg de machine standaard kogelkoppelingen voor de bevestiging van een zijspan. Daarvoor was ook een andere overbrengingsverhouding beschikbaar. Verder bleef alles bij het oude. De machine had een buisframe en trommelremmen. Motorblok en versnellingsbak waren uit aluminium gegoten. In 1951 werd het model al opgevolgd door de R 25/2. Ook die bracht weinig vernieuwing. Er was in de koplamp een controlelampje voor de vrijstand verschenen, en wat meer chroom toegepast dat op de eerdere "spaarmodellen". Verder was alles bij het oude gebleven: het uit ovale buis gelaste dubbel wiegframe, de kleine halve naaf trommelremmen en de telescoopvork waren onveranderd. Ook motorisch was er geen nieuws onder de zon. Nog steeds werd de "vierkante" (boring x slag 68 x 68 mm) staande eencilinder toegepast. Deze had één nokkenas die via stoterstangen de kopkleppen opende. Ze dreef tevens de oliepomp aan. Zoals inmiddels gebruikelijk zat de gelijkstroomdynamo voor op de krukas. Er was een zwaar vliegwiel gemonteerd, met een kijkgaatje in het carter om de ontsteking af te stellen. De aandrijving verliep via een enkelvoudige droge plaatkoppeling, een voetgeschakelde vierversnellingsbak en uiteraard de cardanas, die van een rubber trillingsdemper was voorzien. Dat alles betekende dat de machines langzamerhand ten opzichte van de concurrentie behoorlijk wat vermogen tekortkwamen, zeker in combinatie met het tamelijk hoge gewicht van de motorfiets. Hoewel de machine voorbereid was voor de montage van een zijspan, moest men daarmee natuurlijk nog veel meer inboeten qua topsnelheid. Gezien in het licht van de periode, zo kort na de oorlog, was dat geen groot probleem. De motorfiets was een goedkoop vervoermiddel en geen hobby object. Toen de R 25/2 in 1953 werd afgelost door de R 25/3 waren er toch nog 38.651 stuks geproduceerd.

## R 25/3
Bij het verschijnen van de R 25/3 in 1953 had BMW in elk geval iets aan het vermogen gedaan. De /3 leverde één pk meer dan de R 25/2. Daartoe was de 22 mm Bing carburateur vervangen door een exemplaar met 24 mm doorlaat. In enkele gevallen was een SAWE carburateur toegepast.Via een rubber mof en een buis onder aan de tank zat vooraan een nat luchtfilter, dat regelmatig na reiniging ingeolied moest worden, waarna de olie het stof in de aangezogen lucht vasthield. De R 25/3 had inmiddels ook de veel sterkere volle naaf trommelremmen gekregen. De wielen gingen met aluminium velgen van 19" naar 18". De voorvork werd geavanceerder en robuuster. De cardanoverbrenging werd aangepast. Motorblok, tank en uitlaatbocht werden in het frame trillingsvrijer met rubbers aangebracht. Er was nog steeds een enkelvoudige droge plaatkoppeling toegepast, maar voor het eerst werd die bediend door een diafragmaveer, een systeem dat afkomstig was uit de autotechniek.
Van de R25/3 zijn er 47.705 stuks geproduceerd, het grootste aantal ooit voor een eencilinder BMW.

## Technische Gegevens
|                      | BMW R 25/3                   |
| -------------------- | ---------------------------- |
| Periode              | 1953-1956                    |
| Categorie            | toermotor                    |
| Motortype            | kopklepmotor                 |
| Bouwwijze            | langsgeplaatste eencilinder  |
| boring               | 68 mm                        |
| slag                 | 68 mm                        |
| Cilinderinhoud       | 247 cc                       |
| Compressieverhouding | 7 : 1                        |
| Max. Vermogen        | 9,5 kW/13 pk                 |
| Topsnelheid          | 119 km/h 88 km/h met zijspan |
| Aandrijving          | cardanas                     |
| Rijwielgedeelte      | dubbel wiegframe, buisframe  |
| Drooggewicht         | 150 kg                       |
| Max. totaalgewicht   | 320 kg 450 kg met zijspan    |
| Tankinhoud           | 12 ltr                       |
| Voorganger           | R 25/2                       |
| Opvolger             | R 26                         |